# Klinička bolnica Merkur
Klinička bolnica Merkur, klinička bolnica u Hrvatskoj. Nalazi se u Zagrebu, u Zajčevoj.

## Povijest
Bolnici prethodi Hrvatsko trgovačko društvo Merkur osnovano 19. siječnja 1873. godine s ciljem uz ostalo i rada na poboljšanju socijalnog i ekonomskog položaja trgovaca i privatnih namještenika i koje je bilo preteča socijalnog osiguranja koje onda još nije bilo obvezno.
Zbog nagla povećanja broja osiguranika, tadašnjih nedovoljnih i zastarjelih bolničkih kapaciteta u gradu Zagrebu nisu omogućavali uvjete osiguranicima imati adekvatno bolničko liječenje. Radi unaprijeđenja zdravstvene zaštite svojih osiguranik, 1924. godine dolazi do inicijative za izgradnju sanatorija. Nije bilo financijskih mogućnosti za izgraditi novu zgradu sanatorija s više odjela, pa se društvo Merkur odlučilo 1929. kupiti Pogorelčevu vilu na Florijanskom putu, danas Zajčeva ulica, i što je moguće prije adaptirati ju za potrebe sanatorija. 6. siječnja 1930. godine svečano je otvoren Merkurov sanatorij za interne bolesti. Imao je samo Interni odjel s 36 kreveta, unutar njega Rendgen kabinet i mali priručni laboratorij. Imao je potrebne prateće i prvu dijetetsku kuhinju u Zagrebu. 1934. godine prvi je put dograđen čime je dobio Kirurški, Ginekološko - porođajni i ORL odjel. Rendgenski kabinet osamostalio se u Rendgenološki odjel, koji je imao u svom sastavu elektroterapiju. Sobe su bile komfornije. Godine 1937. osamostalio se biokemijski laboratorij. Godine 1939. godini bilo je novo proširenje i dovršenje. Oprema je bila najsuvremenija. Na Internom odjelu otvorena je srčana stanica s tada najsuvremenijim elektrokardiografom. Do 1945. godine Merkur je bio elitna ustanova po kvalitetnim liječnicima i komfornom smještaju.
1945. godine svi privatni i društveni sanatoriji i bolnice uključuju se u [javnu zdravstvenu službu te sanatorij Merkur otad djeluje kao opća bolnica sve do 1974. godine. Od 1959. godine nosila je ime Ozrena Novosela. 
1961. godine dobili su Zavod za dijabetes, 1971. novu polikliniku, 1972. angiološki laboratorij. Od 1974. godine djeluje kao klinička bolnica. 1978. godine registrirana je Znanstvena jedinica. 1993. godine pušten u rad CT i započet projekt rekonstrukcije i modernizacije. Krajem 1998. godine napravljena je prva transplantacija jetre.  Sterilizacija. 2003. godine napravljena je prva simultana transplantacija gušterače i bubrega i iste je godine dobio prvi ISO certifikat.
Uz KBC Osijek, KBC Rijeka, KBC Zagreb, KB Merkur je jedan od četiriju centara u Hrvatskoj u kojima se obavlja ova operacija transplantacije bubrega.
U tijeku je postavljanje integralnog računalnog sustava, prvi model takve vrste u Hrvatskoj.
U KB Merkur danas je pet kliničkih institucija (Interna, Kirurgija, Ginekologija, Radiologija i Patologija s citologijom). Odjel za uho, grlo i nos je renomiran, a laboratorij je sa statusom referentnog centra Kliničke kemije.
Vrhunske rezultate postiže se na području transplantacije jetre. Liječnik iz KB Merkur prvi u Hrvatskoj izveo je (2014.) ex vivo resekciju jetre, odnosno izvadio jetru iz pacijenta i na drugom operacijskom stolu uklonio tumor, te zdravi dio jetre ponovno vratio u pacijenta. KB Merkur je prva bolnica u svijetu po broju presađenih jetara na milijun stanovnika. 2015. godine presadili su tisućita jetra, uz vrhunsku uspješnost transplantacije od 96%. Napravili su preko 120 transplantacija gušterače i bubrega čime su mnogo poboljšali kvalitetu života pacijentima koji su bolovali od šećerne bolesti i kroničnog bubrežnog zatajenja.
Merkurov Zavod za hematologiju na listi je svjetskih centara izvrsnosti. Referentni centar je Ministarstva zdravstva. Uspješno liječi mijelodisplastični sindrom, te <izvodi autolognu transplantaciju krvotvornih matičnih stanica. Zavodje uvršten na u listu svjetskih centara izvrsnosti organizacije MDS Foundation, grupe koja je jedna od najvećih na svjetskoj razini, gdje sudjeluju najveći centri iz Europe i bilo kojeg drugog dijela svijeta. Hematološki zavod već je nekoliko godina vodeći centar za autologne transplantacije krvotvornih matičnih stanica u Hrvatskoj, koji izvede 70 zahvata godišnje. Vrhunska hematologija ne bi bila prepoznata bez vrhunskog Zavoda za citologiju i citogenetiku.

## Subspecijalnosti
U KB Merkur su: hematologija, gastroenterologija, rendgenologija - posebno angiologija, CT dijagnostika, ultrazvučna dijagnostika, endoskopska i laparoskopska dijagnostika i kirurgija, morfološka dijagnostika (cito-patološka), vaskularna kirurgija, ginekološka endokrinologija, plastično - rekonstruktivna i estetska kirurgija glave i vrata, kirurgija štitnjače i žlijezda slinovnica i laboratorijska dijagnostika - posebno za bolesti krvi i jetre.

## Suradnja
KB Merkur surađuje sa Zavodom za dijabetes, endokrinologiju i bolesti metabolizma "Vuk Vrhovac", koji se razvio iz Endokrinološkog odjela Merkurove Interne klinike, i s domom zdravlja Željezničarem, vrhunski opremljenim za polikliničku medicinsku obradu, posebno sistematske preglede, te fizikalnu medicinsku rehabilitaciju.

## Vanjske poveznice
- Klinička bolnica Merkur